# Manuel Amador Guerrero

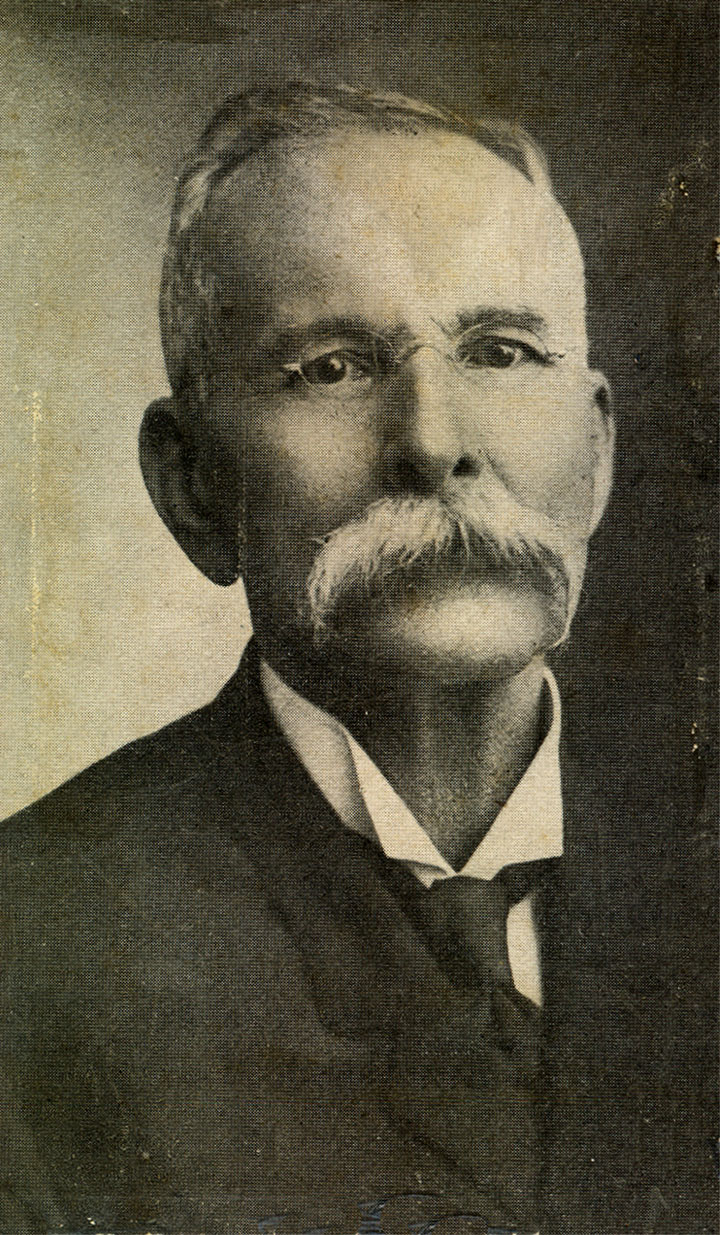
Manuel Amador Guerrero

Manuel Amador Guerrero (Turbaco (Colombia), 30 juni 1833 - Panama-Stad, 2 mei 1909) was de eerste president van Panama. Hij was president van 20 februari 1904 tot 1 oktober 1908 en lid van de conservatieve partij. 
Hij werd geboren in Colombia, maar vertrok in 1855 op 22-jarige leeftijd naar Panama. Hij ging daar aan de slag als dokter bij de spoorwegen en daarna in een ziekenhuis. Tijdens de strijd naar onafhankelijkheid van Colombia was Guerrero hoofddokter bij de spoorwegen en speelde hij een belangrijke rol. Toen Panama onafhankelijk werd, werd hij gekozen als eerste president van het land.
In 1908 trad hij af als president en overleed kort daarna. Zijn laatste wens was dat het Himno Istmeño (volkslied van Panama) werd gespeeld tijdens zijn begrafenis. 